# Łebcz
Łebcz (kaschubisch Łebcz; deutsch Löbsch) ist ein Dorf und Sołectwo (Schulzenamt) der Landgemeinde Puck im Powiat Pucki der Woiwodschaft Pommern in Polen.

## Geographie
Der Ort liegt in Pommerellen und Kaschubien, sieben Kilometer nordwestlich der Stadt Puck (Putzig) und 30 Kilometer nordwestlich von Gdynia (Gdingen). Nachbarorte sind Strzelno (Strellin) im Norden, Swarzewo (Schwarzau) im Osten, Werblinia (Werblin) im Südwesten und Radoszewo (Reddischau) im Westen.
Die Zatoka Pucka (Putziger Wiek), ein seichter Teil der Danziger Bucht liegt fünf Kilometer östlich.
Ortsteile des großen Dorfs sind Dana, Kasary, Podgóry, Pustki und Zele.

## Geschichte
Der Ort wurde 1285 als Lepzk, 1484 als Lebcz urkundlich genannt sowie 1772 als Löpcz. 

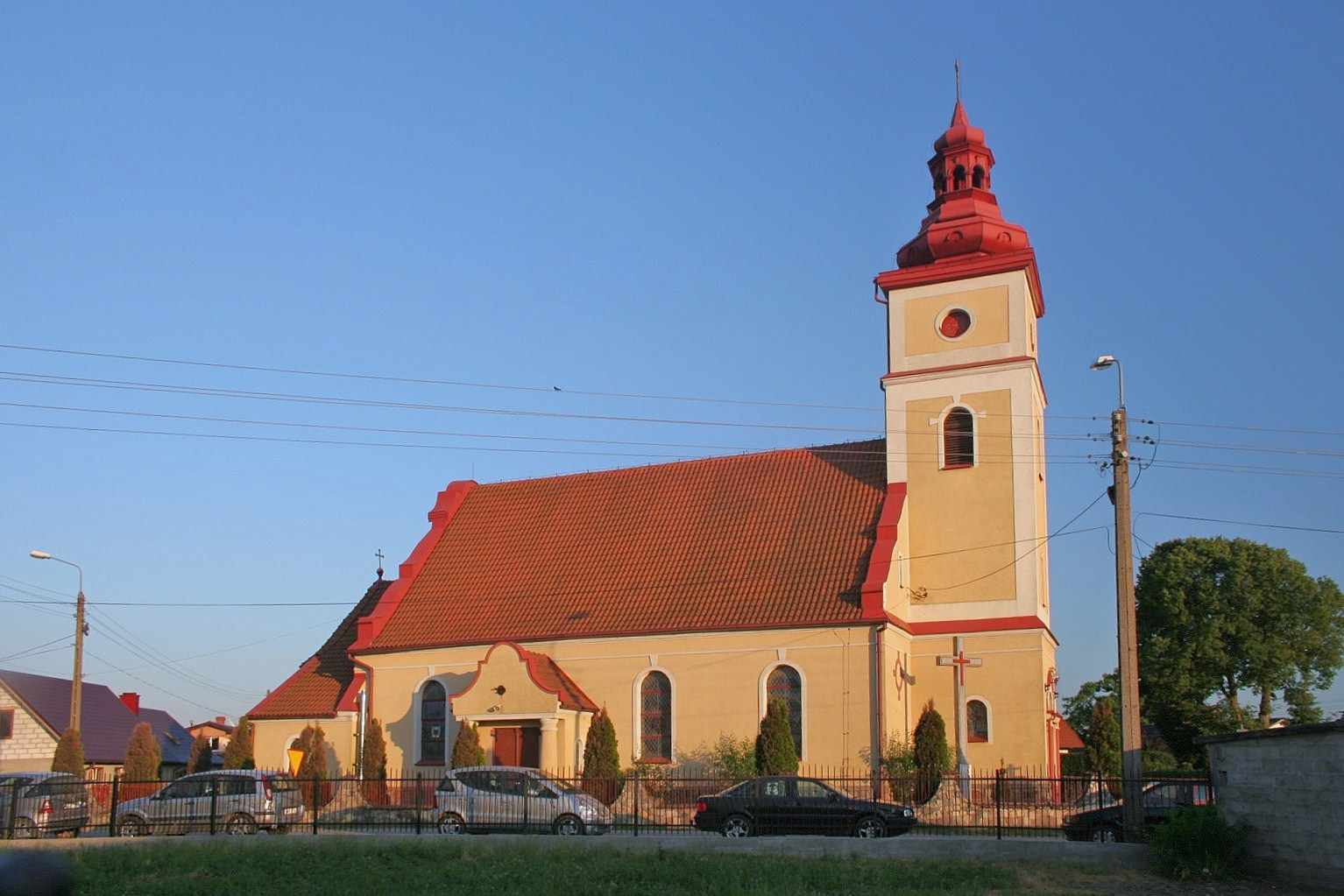
Pfarrkirche des Orts

Die Region kam nach der Ersten Teilung Polens 1773 an das Königreich Preußen. Kirchort der Katholiken war Schwarzau, für Evangelische Putzig und bis 1780 Bohlschau. Ein Wohnplatz war die Domäne Löbsch. Von 1887 bis 1919 gehörte der Ort zum Kreis Putzig in der Provinz Westpreußen des Deutschen Reichs. Er hatte den Status einer Landgemeinde und war Sitz des Amtsbezirks Löbsch. Nach Ende des Ersten Weltkriegs wurde das Kreisgebiet mit Löbsch aufgrund der Bestimmungen des Versailler Vertrags, mit Wirkung vom 20. Januar 1920, an Polen abgetreten.
Als Teil des Polnischen Korridors gehörte das Gebiet zum Powiat Pucki und wurde am 1. Januar 1927 in den Powiat morski eingegliedert. Durch den Überfall auf Polen 1939 kam das Gebiet des Korridors völkerrechtswidrig an das Reichsgebiet und wurde dem Reichsgau Danzig-Westpreußen zugeordnet.
Gegen Ende des Zweiten Weltkriegs besetzte im Frühjahr 1945 die Rote Armee das Kreisgebiet und übergab es an die Volksrepublik Polen. Die deutsche Minderheit wurde ausgewiesen. In den Jahren 1975–1998 gehörte das Dorf administrativ zur Woiwodschaft Danzig, der Powiat Pucki war in diesem Zeitraum aufgelöst.
Die Gemeinde gehört zu den zweisprachigen Gemeinden in Polen.

## Bevölkerungsentwicklung
- 1783: 19 Feuerstellen
- 1905: 615 Einwohner und 104 auf der Domäne
- 1910: 681 Einwohner

- 2002: 1436 Einwohner
- 2011: 1732 Einwohner[1]

## Sehenswürdigkeiten
- Pfarrkirche St. Martin (Kościół św. Marcina)
- Herrenhaus aus dem 19. Jahrhundert

## Verkehr
Die Woiwodschaftsstraße DW216 von Reda (Rheda) nach Hel (Hela) verläuft fünf Kilometer östlich. Die nächste Bahnstation ist Swarzewo (Schwarzau) an der Bahnstrecke Reda–Hel. Der nächste Flughafen ist Danzig.